# Bertil Nordahl
Karl Bertil Emanuel Nordahl (Hörnefors, 26 juli 1917 – Degerfors, 1 december 1998) is een voormalig Zweedse voetballer en voetbalcoach.
In Zweden heeft hij voor Degerfors IF gespeeld. Op de Olympische Zomerspelen van 1948 won hij met het Zweeds voetbalelftal een gouden medaille. Zijn broers Knut en Gunnar Nordahl speelden ook in het Olympische team. Na dat toernooi werd Nordahl aangetrokken door Atalanta Bergamo uit Italië. In 1948 werd hij verkozen tot Zweeds voetballer van het jaar. Nordahl speelde vijftien keer voor het Zweedse voetbalelftal. Daarin wist hij niet te scoren.
Na zijn voetbalcarrière was Nordahl actief als coach van Örebro SK en IK Brage.